# Chirolophis wui
Chirolophis wui är en fiskart som först beskrevs av Wang och Wang, 1935.  Chirolophis wui ingår i släktet Chirolophis och familjen taggryggade fiskar. Inga underarter finns listade i Catalogue of Life.